# Grand Prix Jef Scherens 1984
La 20e édition du Grand Prix Jef Scherens a eu lieu le 16 septembre 1984. Elle a été remportée par le Belge Ronny Van Holen.

## Classement final
Ronny Van Holen remporte la course en parcourant les 232 km en 5 h 53 min 0 s à la vitesse moyenne de 39,433 km/h.
| Classement final | Classement final   | Classement final | Classement final                     | Classement final  |
|                  | Coureur            | Pays             | Équipe                               | Temps             |
| ---------------- | ------------------ | ---------------- | ------------------------------------ | ----------------- |
| 1er              | Ronny Van Holen    | Belgique         | Safir-Van de Ven-Colnago             | en 5 h 53 min 0 s |
| 2e               | Jan Wijnants       | Belgique         | Tonissteiner-Lotto-Pecotex-Mavic     |                   |
| 3e               | Johan Lammerts     | Pays-Bas         | Panasonic-Raleigh                    |                   |
| 4e               | Adrie van der Poel | Pays-Bas         | Kwantum-Decosol-Yoko                 |                   |
| 5e               | Patrick Onnockx    | Belgique         | Europ Decor-Boule d'Or-Eddy Merckx   |                   |
| 6e               | Gery Verlinden     | Belgique         | Splendor-Mondial-Marc                |                   |
| 7e               | Herman Frison      | Belgique         | Safir-Van de Ven-Colnago             |                   |
| 8e               | William Tackaert   | Belgique         | Fangio-Tonissteiner-O.m.trucks-Mavic |                   |
| 9e               | Marc Sergeant      | Belgique         | Europ Decor-Boule d'Or-Eddy Merckx   |                   |
| 10e              | Jos Haex           | Belgique         | Europ Decor-Boule d'Or-Eddy Merckx   |                   |
| modifier         |                    |                  |                                      |                   |